# Radio Rebelde
Radio Rebelde ist ein kubanischer Radiosender. Er wurde 1958 als illegales Propaganda-Instrument der Guerillakämpfer von Fidel Castros Bewegung des 26. Juli in den Bergen der ostkubanischen Sierra Maestra gegründet. Nach Castros Machtübernahme 1959 und der anschließenden Verstaatlichung aller Medien wurde Radio Rebelde Teil der von der Kommunistischen Partei kontrollierten kubanischen Rundfunkbehörde ICRT.

## Geschichte
Radio Rebelde war ein kleiner Piratensender der kubanischen Rebellenarmee während der kubanischen Revolution. Ziel war es, die staatliche Propaganda Batistas gegen die Guerilla zu bekämpfen und Werbung für die eigenen Ziele zu machen. Tatsächlich hörten während der Revolution immer mehr Menschen den verbotenen Sender und gewannen Vertrauen in die Informationen der Guerrilleros. Am 24. Februar 1958 nahm Radio Rebelde seine Arbeit auf. Erster Standort war die Kommandozentrale Ernesto Che Guevaras in La Mesa, später wechselte der Sender in Castros Comandancia General de La Plata am Fuße des Pico Turquino. Erster Direktor des Senders war der Politiker, Publizist und Journalist Luis Orlando Rodríguez, bevor Carlos Franqui als Castros PR-Verantwortlicher die Kontrolle übernahm.